# Gyógypedagógiai intézmények

## TagozódásukMagyarországon
1. Enyhe értelmi fogyatékos gyermekek iskolája
2. Középsúlyos értelmi fogyatékos gyermekek iskolája: a foglalkoztató iskola
3. Súlyos értelmi fogyatékos gyermekek nevelése
4. Hallási fogyatékos gyermekek nevelése
5. Látási fogyatékos gyermekek nevelése iskolákban
6. Logopédiai ellátás
7. Mozgássérültek nevelése

## Kialakulásuk Magyarországon

### Enyhe értelmi fogyatékosgyermekek iskolája
Magyarországon 1900-ban az akkori szóhasználattal élve a „gyengeelméjű” gyermekek nevelőintézetéből vált ki az első kisegítő osztály, majd iskola. Az iskola szervezője és vezetője Éltes Mátyás volt, aki az intelligencia méréseket elsőként alkalmazta hazánkban. Egyedi tantervet dolgozott ki az intézmény számára, és végzős tanulóknak továbbképző tagozatot szervezett, segítette elhelyezkedésüket.
Éltes példáját és iskoláját követve több kisegítő iskola alakult az ország nagyobb városaiban. A harmincas évek közepén a számuk már elérte a huszonkettőt.
A közoktatási irányítás hatására névcsere következett, immár nem kisegítő, hanem gyógypedagógiai iskola nevet viselték az enyhe értelmi fogyatékosokat ellátó intézmények. Ez azonban inkább csak zavart eredményezett, mintsem tartalmi változást. Eredeti nevüket csak az 1961-es iskolareform alkalmával kapták vissza.
Eleinte hat, később nyolc évfolyamosak az iskolák, és előkészítő osztály is volt. A gyermekeket nem az iskola veszi fel, nem jelentkezni kell oda, hanem szakértői bizottság döntése alapján kerülnek be.

### Középsúlyos értelmi fogyatékosgyermekek iskolája: a foglalkoztató iskola
Eleinte Európa-szerte, így Magyarországon is a súlyos értelmi fogyatékosok számára létesült iskola. Az első ilyen intézmény 1875-ben jött létre, Frim Jakab szervezésében, Rákospalotán. Eleinte magánerőből tartja fent, majd ezt a feladatot az állam veszi át. A gyermekeket elkezdték képezhetőség szempontjából osztályozni, velük ezen szempontok alapján foglalkozni. Frim később a „képezhetetlenek” számára is alapított iskolát.
Ezeket az intézményeket a század elején „gyógypedagógiai nevelőintézeteknek” nevezik. Itt a súlyosabban sérülteket együtt képezték az enyhén értelmi fogyatékosokkal, ezáltal az oktatás nehezen ment.
Kimondottan a középsúlyos fogyatékosok számára intézményt csak a második világháború után hoztak létre, az oktatási reform hatására. Ez az intézmény volt a foglalkoztató iskola és nevelőotthon.
Három tagozat szerveződött, az első az óvoda, ahova hároméves kortól jártak a gyerekek, a második az iskola, amely kilenc évfolyamos volt, a harmadik pedig a munkára felkészítő, melynek köszönhetően 16-18 éves korig is el tudják látni a fiatalokat.

### Súlyos értelmi fogyatékosgyermekek nevelése
Az elmaradás nagy mértéke miatt, gondozásuk a család és egészségügyi gyermekotthonok feladata. Hosszú időn át a pedagógia a „képezhetetlenek” csoportjába sorolta őket. Komoly kifogások merültek fel, annak ellenére, hogy elismerik a ezek gyermekek az intézményes nevelési keretek között ténylegesen nem fejleszthetőek, azonban a mai gyógypedagógiai hozzáállás szerint mindenki képezhető valamilyen szinten.
A kategória tovább bontása nehézségekbe ütközik, nagyok az egyéni eltérések. Éppen ezért lenne fontos az adott gyerekre szabott fejlesztés, de erre csak kevés egészségügyi gyermekotthonban van lehetőség, ennek megoldása és finanszírozása még ma is a családra hárul Magyarországon.

### Hallási fogyatékosgyermekek nevelése
A legkorábban intézményes keretek között oktatásra kerülő fogyatékossági kategóriába tartozók a siketek voltak. Az 1802-ben létrejött Váci Királyi Siketnéma Intézet volt Magyarországon a legelső gyógypedagógiai jellegű ellátást nyújtó intézmény. Cházár András szorgalmazta az iskola létrehozását. Az első igazgató, Simon Antal Bécsben féléves képzésen vett részt, ezáltal vált alkalmassá az intézmény vezetésére. A következő két igazgató is „nagy név” a gyógypedagógiai pályán: Schwartzer Antal, majd fia, Fekete Károly.
A nagyothallók képzésének megszervezésére jóval később, csak 1920-as években került sor. Az első önálló iskola 1925-től létezik. Ekkor már a siketek kilenc évfolyamos képzésben részesültek, amely egy előkészítő és nyolc iskolai évből állt. A képzés végén a nagyothalló gyermekek továbbtanulásra jogosító bizonyítványt kaptak. Ez az iskolai képzés „lefelé és felfelé” nyitott, azaz folytatója az óvodának, és felkészít a továbbtanulásra.
Az iskolák mellett nevelőotthonok is részt vesznek az ellátásban.

### Látási fogyatékosgyermekek nevelése iskolákban
Magyarországon a vakok első intézetét Pozsonyban hozták létre 1825-ben, Beitl Ráfael vezetésével. Ez az iskola 1827-ben költözött Pestre, ekkor kapta a Pesti Vakok Intézete nevet. 1873-ban állami tulajdonba került. Az 1890-es évektől sorra nyitották meg kapuikat hasonló intézmények (Kolozsvárott 1898-ban, Temesváron 1901-ben, Budapesten 1908-ban). Ezek többnyire magánkézben voltak. Több szakmailag kiemelkedő igazgatója volt a Budapesti Vakok Intézetének, mint például: Mihályik Szidor és Pivár Ignác.
A Vakok Általános Iskolája és Diákotthona több tagozatból állt. Az általános iskolai tagozat 1979 óta kilencéves (átmeneti és 1-8. osztály). Külön tagozatot indítottak az enyhén értelmi fogyatékos és a középsúlyos értelmi fogyatékos vak és aliglátó tanulók számára.

### Logopédiaiellátás alakulása
Az első logopédiai ellátást biztosító intézet 1891-ben nyitotta meg kapuit Aradon, Roboz József szervezésének köszönhetően. Tanfolyami formában történt az oktatás, főként felnőttek és iskolai tanulók számára, de feladata volt a néptanítók logopédussá képzése is.  A képzés integráltan indult, ambuláns módon töltötte be feladatát. A gyermekeknek nem kellett külön speciális iskolába járniuk, hanem mintegy délutáni foglalkozásként okították a logopédiai intézményben őket. Az aradi iskola utóda Budapestre költözött és felvette a Fővárosi Beszédjavító Intézet nevet.
Sulyomi-Schulmann Adolf, kiemelkedő gyógypedagógus 1931-ben iskolai szűrésekre, kórformára, életkorra és súlyossági fokra egyaránt érvényes négyféle szervezeti formát fogalmazott meg:
1. gyógytanfolyam
2. beszédosztály
3. beszédiskola
4. internátusos intézetek.

Ezen szervezeti formák kiépülése a második világháborúval teljesen megtört.
1953-ban politikai nyomásra létrehoztak egy logopédiai óvodát, majd logopédiai iskolát. Nem sokkal később meg is szűntek ezen intézmények. 1966-ig csak a Hibásbeszédűek Budapesti Állami Intézete működött.
Az első tényleges logopédiai óvoda 1981-ben alakult a Bárczi Gusztáv Gyógypedagógiai Főiskola szervezeti egységeként. Ez volt tehát a második szegregált intézet.

### Mozgássérülteknevelése
A mozgássérültek nevelése intézményi keretek között nagyon későn alakult ki Magyarországon. A mozgásukban korlátozott gyerekek leginkább integrált oktatásban részesültek. Az első tanintézetet testi és mozgásfogyatékosok számára 1903-ban alapították. Pető András 1940-ben hozta létre konduktív pedagógiai rendszerét, mely olyan mozgássérültek fejlesztését célozza, akik központi idegrendszeri károsodás következtében lettek sérültek. Később az ő vezetésével intézmény is létesült. Az intézmény foglalkozik korai fejlesztéssel, van óvodai, iskolai tagozata is A gyermekek felvételére a Mozgásvizsgáló Országos Szakértői és Rehabilitációs Bizottság és Gyógypedagógiai Szolgáltató Központ szakértői véleménye alapján kerülhet sor.

## Az alapítók és intézményeik
A felsorolás kronológikus, az intézmények alapításának éve szerint:
- Beitl Rafael, Vakok Tanintézete, Budapest, 1825
- Frim Jakab, Értelmi Fogyatékosok Tanintézete (óvoda-iskola), Budapest, 1875
- Antiszociálisok javító intézete, Aszód, 1884
- Roboz József, Beszédsérültek Orthophonikus intézete, Arad, 1891
- Berkes János, Kisegítő iskola vagy „Képezhető Hülyék és Gyengeelméjűek Alkotás utcai nevelő és tanintézete”, Bp., 1898
- Egyesület, Vakok foglalkoztató intézete, Budapest, 1899
- Éltes Mátyás, Gyengetehetségűek kisegítő iskolája, Budapest, 1900
- Klúg Péter, Siketnémák és Vakok Államilag Segélyezett Szegedi Intézete, 1901
- Egyesület, testi és mozgásfogyatékosok tanintézete, Budapest, 1903
- lovag Wechselmenn Ignác, Herodek Károly, vakok tanintézete, óvoda, Budapest, 1908
- Vértes O. János, neuropszichotikusok és pszichopaták nép-, és köziskolája Budapest, 1909
- Herodek Károly, Gyengetehetségű-vakok tagozata, Budapest, 1911
- Révész Margit, Antiszociálisok gyermek-szanatóriuma, Budapest, 1911
- Kármán Elemér, Antiszociálisok Pestalozzi otthona. Budapest, 1915
- Török Béla, nagyothallók osztályai, Budapest, 1921
- Török Béla – Bárczi Gusztáv,	nagyothallók tanintézete, Budapest, 1925
- Herodek Károly, Csökkentlátók tagozata, Budapest, 1828
- Egyesület, Krónikus betegek iskolaszanatóriuma, Szentgotthárd, 1930
- Egyesület, Krónikus betegek iskolaszanatóriuma, Budapest(Újpest), 1935
- Főváros, Krónikus betegek iskolaszanatóriuma, Budapest(Sváb-hegy), 1936
- Pető András, Mozgássérültek Mozgásterápiai osztálya, Budapest, 1948
- Illyés Gyuláné-Bárczi Gusztáv-Erőssy József, Értelmi fogyatékosok óvodája, Budapest, 1950
- Illyés Gyuláné-Bárczi Gusztáv-Kanizsai Dezső, Beszédsérültek óvodája, Budapest, 1952
- Méhes József-Tegyey Jenőné, Gyengénlátók Iskolája, Budapest(Csepel), 1956
- Duráczky József, Süketek Óvodája, Kaposvár, 1959
- Angyal József, Halmozottan sérültek Intézete, Vác, 1972
- Fehér Anna, Halmozottan mozgás- és látássérültek Intézete[halott link](óvoda, iskola), Budapest, 1982
- Méhes József, Halmozottan értelmi és látássérültek tagozata, Budapest, 1982

### Egyéb források
- Fehérné Kovács Zsuzsa előadásai
- Pető Intézet honlapja